# سبنسر روس
سبنسر روس (بالإنجليزية: Spencer Ross)‏ (و. 1981  م) هو لاعب كرة سلة أمريكي، ولد في تشيسابيك.

## التعليم
تعلم في جامعة ولاية فلوريدا
.